# Алиум, Саиду
Саиду Алиум Мубарак (фр. Saidou Alioum Moubarak; род. 25 июля 2003, Маруа) — камерунский футболист, нападающий шведского «Хаммарбю».

## Клубная карьера
Является воспитанником академии камерунского клуба «Сахель» из города Маруа. В 2019 году игру Алиума заметили представители шведского «Хаммарбю» и стали следить за ним. Летом 2022 года нападающий на правах аренды до конца года перешёл в фарм-клуб — «Хаммарбю Таланг». За время аренды принял участие в 11 встречах в первом дивизионе, в которых забил пять мячей.
В январе 2023 года подписал с «Хаммарбю» полноценный контракт, рассчитанный на четыре года. Первую игру за основной состав клуба провёл 5 марта в матче группового этапа кубка страны с «Сундсваллем». В чемпионате Швеции дебютировал 29 мая в матче с «Вернаму», заменив на 84-й минуте Монтадера Маджеда.

## Карьера в сборной
Весной 2019 года в составе сборной Камеруна до 17 лет принимал участие в юношеском Кубке африканских наций в Танзании. На турнире камерунцы дошли до финала. Решающий матч против Гвинеи завершился серией послематчевых пенальти, в которой Алиум забил победный гол, который принёс его сборной чемпионский титул.
В 2021 году в составе сборной до 20 лет играл на молодёжном Кубке африканских наций в Мавритании. Алиум принял участие в двух матчах группового этапа с Мавританией (1:0) и Угандой (1:0), а также в четвертьфинальном поединке с Ганой, завершившемся поражением камерунцев в серии пенальти.

## Достижения
Камерун (до 17)
- Победитель Кубка африканских наций: 2019.

## Клубная статистика
| Выступление      | Выступление      | Выступление      | Лига | Лига | Кубки | Кубки | Конт. кубки | Конт. кубки | Итого | Итого |
| Клуб             | Лига             | Сезон            | Игры | Голы | Игры  | Голы  | Игры        | Голы        | Игры  | Голы  |
| ---------------- | ---------------- | ---------------- | ---- | ---- | ----- | ----- | ----------- | ----------- | ----- | ----- |
| Хаммарбю Таланг  | Дивизион 1       | 2022             | 11   | 5    | 0     | 0     | 0           | 0           | 11    | 5     |
| Хаммарбю Таланг  | Итого            | Итого            | 11   | 5    | 0     | 0     | 0           | 0           | 11    | 5     |
| Хаммарбю         | Алльсвенскан     | 2023             | 1    | 0    | 3     | 0     | 0           | 0           | 4     | 0     |
| Хаммарбю         | Итого            | Итого            | 1    | 0    | 3     | 0     | 0           | 0           | 4     | 0     |
| Всего за карьеру | Всего за карьеру | Всего за карьеру | 12   | 5    | 3     | 0     | 0           | 0           | 15    | 5     |